# ب
ب‎(아랍어: باء, 바)는 아랍 문자의 두 번째 글자로, 음가는 유성 양순 파열음 /b/이다.
페니키아 문자에서 변화된 문자로 히브리 문자 ב‏, 그리스 문자 Β, 로마자 B, 키릴 문자 Б에 대응하는 문자이다. 본래는 집을 의미하는 형태였다고 하며, 아랍어에서도 '집'을 의미하는 بيت 바이트[*]의 첫글자이기도 하다.
외래어를 아랍어로 표기할 때에 /b/외에 아랍어에는 존재하지 않는 /p/ 발음을 표기하는데 대신 사용되는 경우가 많다. 실제 읽는 법은, 비교적 초기에 표기가 정착된 단어들(예: كومبيوتر kumbiyūtar[*] (컴퓨터)에서는 /b/발음 그대로 살리는 경우, 비교적 나중에 들여온 단어(예: ويكيبيديا wikipidia[*] (위키피디어)에서는 /p/ 발음으로 발음을 달리하는 경우가 존재한다. 페르시아어에서처럼, /p/ 발음이 존재하는 언어나 아랍어의 일부 방언에서는, 밑에 점이 세개 부가된 پ가 도입되어 사용되는 경우가 있다.
이 문자는, 아랍어에서는 단어의 앞에 붙는 전치사(수단, 방법을 나타내는 전치사, 영어의 by 등의 의미)로도 사용되며, 명사 혹은 부사에 접두사 형태로 붙어 사용되기도 한다. 직후에 정관사(ال)이 오면, 정관사의 알리프는 묵음 처리된다. (예: بالإنترنت bil-intarnit[*]) - 인터넷으로, 인터넷에서)
| 단어에서의 위치: | 독립형 | 어미형 | 어중형 | 어두형 |
| ---------------- | ------ | ------ | ------ | ------ |
| 문자 형태:       | ب‎      | ـب‎     | ـبـ‎    | بـ‎     |

## 부호 위치
| 문자 | 유니코드 | 설명       | 문자참조        | JIS X 0213 |
| ---- | -------- | ---------- | --------------- | ---------- |
| ب    | U+0628   | 바         | &#x628; &#1576; |            |
| ٮ    | U+066E   | 틀라티어 v | &#x66E; &#1646; |            |
| ٻ    | U+067B   | 신드어 /ɓ/ | &#x67B; &#1659; |            |
| ڀ    | U+0680   | 신드어 bh  | &#x680; &#1664; |            |